# Unterlaussa (Gemeinden Sankt Gallen, Weyer)
Unterlaussa ist eine Streusiedlung an der Grenze zwischen Oberösterreich und der Steiermark. Der steirische Teil ist Ortschaft der Marktgemeinde Sankt Gallen, der oberösterreichische Teil Ortschaft des Marktes Weyer.

## Lage
Unterlaussa liegt am Fuß des Hengstpasses im Tal des Laussabaches an der Landesstraße L 550.
Der Hauptteil der Ansiedlung gehört zu Oberösterreich; er umfasst die Häuser links (nördlich) des Laussabachs.
Der Hauptort ist die Rotte Dörfl am Fuß des Hengstpasses auf 539 m. Weiter östlich talauswärts befinden sich die Rotten Sonndorf, Hausbauernhöhe, Platzl am Taleingang (welches zu Oberösterreich gehört, aber südlich des Bachs liegt) sowie Kößl direkt an der Enns, gegenüber von Altenmarkt bei St. Gallen. Der Rest der oberösterreichischen Häuser, die sich auch noch gegen Mooshöhe hinziehen, umfasst die im Tal und Nebental zerstreuten Häuser Unterlaussa-Zerstreute Häuser und Schweigerhäusl sowie die Höfe Engl, Hinteres Bambachgütl, Hollerthal, Huberbauer, Menauer, Pöglgut, Schildbauer, Seebacher, Tiefenbacher und Waldbauer. Die steirische Talseite umfasst die zerstreuten Häuser Unterlaussa mit Karlmühle und Kremsbichler.
Außerdem liegen im oberösterreichischen Ortschaftsgebiet die Königbaueralm am Hochkogel (1279 m ü. A.) im Westen sowie die Menaueralm, Schüttbaueralm und Waldbaueralm am Fuß der Bodenwies (1540 m ü. A.) im Norden. Beide Erhebungen zählen zum Reichraminger Hintergebirge.

### Nachbarorte
| Mooshöhe/Weißwasser (Gem. Weyer, OÖ.)              |                                             | Schönau an der Enns (bei Kleinreifling, Gem. Weyer, OÖ.) |
|                                                    | Kompassrose, die auf Nachbargemeinden zeigt | Altenmarkt bei St. Gallen (Gem., Stmk.)                  |
| Oberlaussa (Gem. Weyer, OÖ. / Sankt Gallen, Stmk.) | Breitau (Gem. Sankt Gallen, Stmk.)          | Bichl (Gem. Sankt Gallen, Stmk.)                         |

## Geschichte
Während etwa 800 Jahren wurde im Tal von Unterlaussa Bergbau betrieben. Nach Beginn des Zweiten Weltkrieges reaktivierten die Vereinigten Aluminiumwerke AG (VAW) nördlich des Ortes (am Blahberg im Reichraminger Hintergebirge) den alten Bauxitbergbau für die Flugzeugindustrie.
Bei der entlegenen Grubenanlage entstand die Bergbausiedlung Weißwasser. Zum Abtransport des Rohstoffes errichtete man eine 14 km lange Materialseilbahn zum Bahnhof Weißenbach-St. Gallen im Ennstal. Mit der Bahn wurde das Bauxit nach Schwandorf/Bayern gebracht, um daraus Tonerde zu erzeugen. Diese Tonerde wurde anschließend zum Mattigwerk in Ranshofen transportiert. Im Elektrolyseverfahren wurde aus dieser Tonerde dann das Aluminium erschmolzen.
Nach Kriegsende bestand der Bergbau noch bis 1964. Der Preisverfall am internationalen Rohstoffmarkt zwang die damalige Nachfolgefirma der VAW, die Vereinigten Metallwerke Ranshofen-Berndorf (VMW), den Bauxitbergbau zu schließen. Die Bergbauanlagen wurden demontiert und abgerissen, die Materialseilbahn abgebaut und die Siedlung Weißwasser aufgegeben. Das ehemalige Bergbauareal liegt jetzt im Nationalpark Kalkalpen.
In der Folge setzte eine starke Abwanderung aus Unterlaussa ein, die bis heute anhält. Von einst über tausend Einwohnern sank die Bevölkerung auf 220 Personen, die aktuell (2008) ihren Hauptwohnsitz in Unterlaussa haben.
Von einiger touristischer Bedeutung ist der Ortsbereich als Wanderregion mit zahlreichen Almen. Daneben bestehen vielfältige Wander-, Kletter- und Radtouren-Möglichkeiten.

## Kultur und Sehenswürdigkeiten

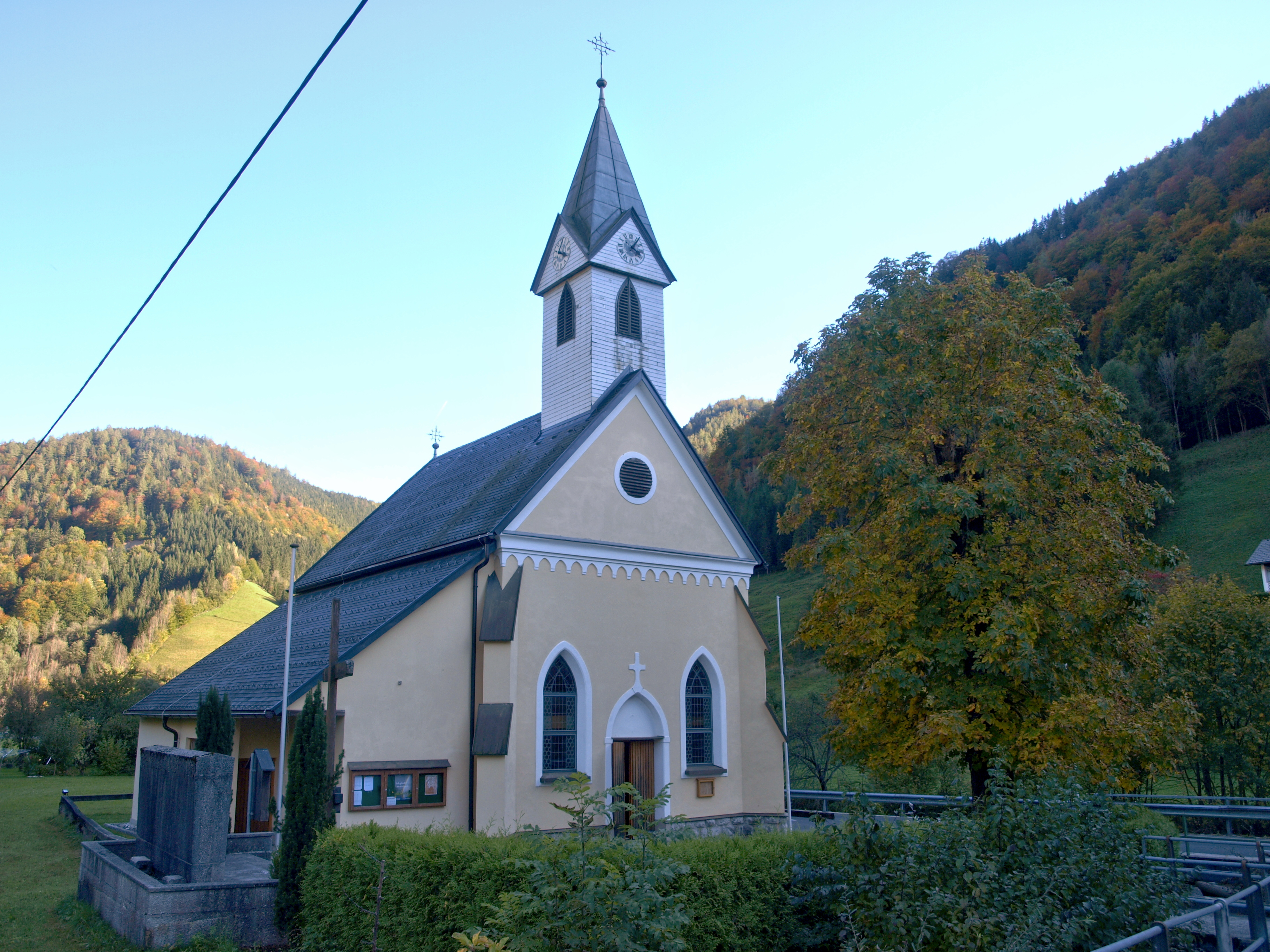
Pfarrkirche Unterlaussa

### Pfarrkirche Unserer Lieben Frau vom Berge Karmel
Erste Hinweise auf ein Kirchlein in Unterlaussa finden sich bereits im Jahr 1790. Am 1. Mai 1872 wurde schließlich eine kleine Kapelle eingeweiht, die ungefähr 50 Meter von der jetzigen Kirche flussaufwärts stand. In den Jahren 1906 bis 1908 wurde die heutige kleine neugotische Pfarrkirche Unserer Lieben Frau vom Berge Karmel als Filialkirche von St. Gallen erbaut; die Inneneinrichtung erfolgte in den Jahren bis 1915.
1966 wurde Unterlaussa schließlich von Sankt Gallen abgetrennt und zur selbständigen Pfarre erhoben. 2006 wurde die Kirche innen grundlegend renoviert.

### Bergbaumuseum Knappenhaus
Das sogenannte Knappenhaus wurde nach dem Vorbild eines Gebäudes, das am Blaberg in 1000 m Seehöhe den Arbeitern des Bauxitbergwerkes bis 1964 als Stützpunkt und Unterkunft diente, originalgetreu nachgebaut. Heute beherbergt das Knappenhaus eine Ausstellung über den einstigen Bergbau in Unterlaussa. Es zeigt die bergmännische Vergangenheit vom Abbau, den Weg vom Rohstoff, der Gewinnung, Transport des Bauxits, Verarbeitung bis zum Endprodukt Aluminium.

### Vereinshaus Unterlaussa
Gemeinsam mit der Freiwilligen Feuerwehr Unterlaussa wurde von den örtlichen Vereinen in den Jahren 2006/07 ein neues Vereinshaus als Veranstaltungs- und Kulturzentrum errichtet.